# Corispermum declinatum
Corispermum declinatum là loài thực vật có hoa thuộc họ Dền. Loài này được Steph. ex Iljin mô tả khoa học đầu tiên năm 1928.